# Urbano Mancini
Lidio Urbano Mancini (San Giorgio in Bosco, 1º dicembre 1912 – Mar Mediterraneo, 27 marzo 1943) è stato un militare e aviatore italiano, decorato di Medaglia d'oro al valor militare alla memoria durante la seconda guerra mondiale.

## Biografia

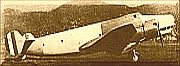
Un bombardiere Piaggio P.32 ritratto su di un aeroporto italiano, e di cui Urbano Mancini possedeva l'abilitazione al pilotaggio.

Nacque a San Giorgio in Bosco, provincia di Padova, il 1º dicembre 1912 da genitori originari da Cesena. Dopo aver conseguito il diploma magistrale ad Urbino si appassionò al mondo dell’aviazione, entrando come Allievo ufficiale di complemento nella Regia Aeronautica nel settembre 1935. Nell’aprile dell’anno successivo conseguì il brevetto di pilota presso la Scuola di Malpensa volando a bordo di velivolo Caproni Ca.100, e poi quello di pilota militare nel mese di luglio, su velivolo Breda Ba.25. Promosso sottotenente fu assegnato all’8º Stormo Bombardamento Terrestre, e il 30 aprile 1938 partì volontario per la Spagna, dove si distinse subito durante i combattimenti tanto da guadagnarsi la promozione a tenente per merito di guerra, e una Medaglia di bronzo al valor militare. 
Rimase in terra iberica fino al 29 gennaio 1939, quando rientrò in Patria per partecipare subito alle operazioni di occupazione dell’Albania in forza al 36º Stormo Bombardamento Terrestre. Il 15 febbraio 1940 fu assegnato al 46º Stormo Bombardamento Terrestre, passando quindi, dopo lo scoppio delle ostilità, al neocostituito 105º Gruppo di stanza sull’aeroporto di Pisa-San Giusto, il cui comandante era il Ministro degli esteri Conte Galeazzo Ciano e di cui egli divenne ufficiale puntatore sul suo velivolo.

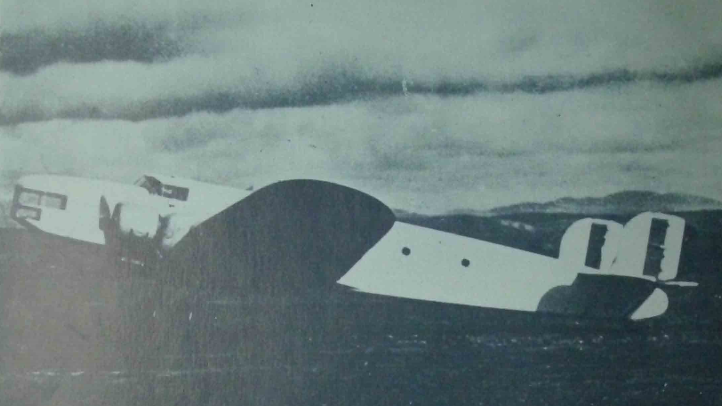
Un bombardiere CANT Z.1011 ritratto su di un aeroporto italiano, e di cui Urbano Mancini possedeva l'abilitazione al pilotaggio.

Combatté sul fronte francese, e poi su Malta, e sul fronte greco, operando su Salonicco, Kotzani, Përmet, Corfù, Mali, Denitzi, Mali Trebiscines, Chiaf, Sfiut, ecc., venendo decorato con una prima Medaglia d’argento al valor militare, e con una seconda per le operazioni nel Mar Mediterraneo compiute fino all’agosto 1942. Il 12 di quello stesso mese, al comando della 254ª Squadriglia, partecipò alle operazioni di contrasto ad una formazione navale nemica operante Mediterraneo occidentale. Nel novembre dello stesso anno,  con l’inizio dell’invasione anglo-americana del territorio dell’Africa del nord francese, iniziarono le operazioni in quel settore. Il 9 dicembre affondò con un siluro la corvetta britannica Marigold, assegnata di scorta al convoglio MKS 31, nella rada di Algeri, scampando alla reazione della caccia nemica. Il 14 febbraio 1943 sostituì il tenente colonnello Ciano  al comando del 105º Gruppo Aerosiluranti continuando le azioni contro le navi nemiche.
Il 27 marzo 1943 condusse da Decimomannu un attacco in massa contro navi nemiche nel golfo di Philippeville, da cui non tornò, probabilmente abbattuto da un caccia Supermarine Spitfire del No.43 Squadron.
Per il coraggio dimostrato durante l’attacco fu decorato con la Medaglia d’oro al valor militare  alla memoria. In seguito gli è stato intitolato l'aeroporto di Cervia-Pisignano sede del 15º Stormo dell'Aeronautica Militare Italiana.

### Annotazioni
1. ↑  Conseguì l’abilitazione al pilotaggio dei bombardieri Caproni Ca.111, Savoia-Marchetti S.M.81, Piaggio P.32, CANT Z.1011 e Savoia-Marchetti S.79 Sparviero.
2. ↑  Ciano aveva il grado di maggiore, poi promosso per merito di guerra tenente colonnello nel 1941, e con lui prestava servizio anche il capitano Alessandro Pavolini.
3. ↑  L’attacco alle navi del convoglio MKS 31 fu condotto da tre Savoia-Marchetti S.79 Sparviero della 254ª Squadriglia del 105º Gruppo, condotti dal capitano Urbano Mancini, dal tenente Ernesto Borelli, e dal sottotenente Casanova.
4. ↑  In quell’occasione il Comandante Ciano (Ministro degli Esteri) gli inviò il seguente Telegramma: SICURO CHE COMANDO DI GRUPPO SOTTO TUA GUIDA FERMA E SICURA CONTINUERA’ SUPERBE TRADIZIONI INVIO A TE E CAMERATI PILOTI SPECIALISTI MIGLIORI AUGURI. GALEAZZO CIANO.
5. ↑  Si trattava di 12 S.79 appartenenti all’89º e al 105º gruppo e 8 aerosiluranti tedeschi Heinkel He 111 appartenenti al KG 26.
6. ↑  Secondo l’autore Marco Mattioli si trattava del velivolo pilotato dal Flg. Off. Anthony Snell.

### Fonti
1. ↑  Ufficio Storico dell'Aeronautica Militare 1969, p. 213.
2. 1 2 3  Mattioli 2014, p. 66.
3. ↑  Mattioli 2014, p. 58.
4. ↑  Mattioli 2014, p. 59.
5. 1 2 3 4  Mattioli 2014, p. 68.
6. ↑  Mattioli 2014, p. 69.
7. ↑  Sito web del Quirinale: dettaglio decorato.
8. ↑  Bollettino Ufficiale 1943, dispensa 15, pagina 944, registrato alla Corte dei Conti addì 14 maggio 1943, registro n.21 Aeronautica, foglio n.166.
9. ↑  Bollettino Ufficiale 1943, numero 3, pagina 19, registrato alla Corte dei Conti addì 11 giugno 1943, registro n.3 Aeronautica, foglio n.108.
10. ↑  D.M. 11 febbraio 1939 (Bollettino Ufficiale 1939 Suppl. Segreto n. 01 pag. 89).
11. ↑  D.M. 25 ottobre 1938 (Bollettino Ufficiale 1938 Suppl. Segreto n. 07 pag. 29).
12. ↑  D.M. 11 febbraio 1939 (Bollettino Ufficiale 1939 Suppl. Segreto n. 01 pag. 89.
13. ↑  Bollettino Ufficiale 12 luglio 1941, dispensa 28ª, registrato alla Corte dei Conti addì 25 febbraio 1943, registro n.17 Aeronautica, foglio 7.